# Wilhelm von Dietrich
Wilhelm Franz Edler von Dietrich (* 1. Januar 1855 Limmersdorf; † 30. Juni 1913 in Villach) war ein österreichischer Kaufmann, Spediteur und Politiker.

## Leben
Von Dietrich war der Sohn des Mautpächters in Hollenburg Karl Edler von Dietrich und dessen Ehefrau Laura geb. Edle von Findenegg (* 25. Januar 1824; † 7. Mai 1893). Er war Enkel von Ferdinand von Findenigg und Neffe von Alois Gironcoli. Er war römisch-katholisch und heiratete am 20. September 1882 Anna Peitler (* 3. November 1859; † 11. Juni 1940). Aus der Ehe gingen zwei Söhne und eine Tochter hervor.
Von Dietrich lebte nach einem Studium der Pharmazie ab 1879 in Klagenfurt. Dort betrieb er eine Parfümerie (Burggasse 15) und gründete die Spedition Dietrich. 1902 wurde er Präsident der Handelskammer Klagenfurt. Im Jahr 1912 kaufte er die Burgruine Geiersberg in Friesach. Er wurde mit dem Titel Kaiserlicher Rat ausgezeichnet.
Seit 1895 war er Gemeinderat und 1911 Vizebürgermeister von Klagenfurt. 1911 war er Vorsitzender der Armenkommission, des Waisenrates und der Jugendfürsorge.
Vom 21. September 1909 bis zu seinem Tod am 30. Juni 1913 war er Abgeordneter im Kärntner Landtag. Er war Mitglied des Finanz- und des Revisionsausschusses und gehörte dem Klub Deutschliberale an. Er ist auf dem Friedhof Klagenfurt-Annabichl begraben.